# シュスター (小惑星)
シュスター (2018 Schuster) は小惑星帯にある小惑星。ドイツのカール・ラインムートがハイデルベルクのケーニッヒシュトゥール天文台で発見した。
1970年代から80年代にかけてヨーロッパ南天天文台で働き、ラ・シヤ天文台の所長を務めたドイツ人天文学者のハンス＝エミール・シュスターに因んで名付けられた。